# Овал (стадіон)
The Oval (офіційна спонсорська назва — Kia Oval) — крикетний стадіон, розташований в Кеннінгтоні, (боро Ламбет, Лондон, Велика Британія), місткістю 25 500 глядачів, відкритий 1845 року.

## Історія
Овал був побудований в 1845 році, і протягом усього часу свого існування був домашнім майданчиком крикетного клубу «Суррей Каунті».
Також, стадіон, крім крикетних матчів, приймає ще безліч заходів. Наприклад, тут пройшов фінал першого Кубка Англії з футболу 1872 року, а також прийняв всі фінали цього ж турніру з 1874 до 1892 року.. У 1870 році на цьому стадіоні було зіграно перший міжнародний матч серед збірних — в «Овалі» зустрілися збірні Англії і Шотландії. У 1876 на стадіоні пройшли регбійні матчі між збірними Англії, Шотландії та Уельсу.

## Галерея

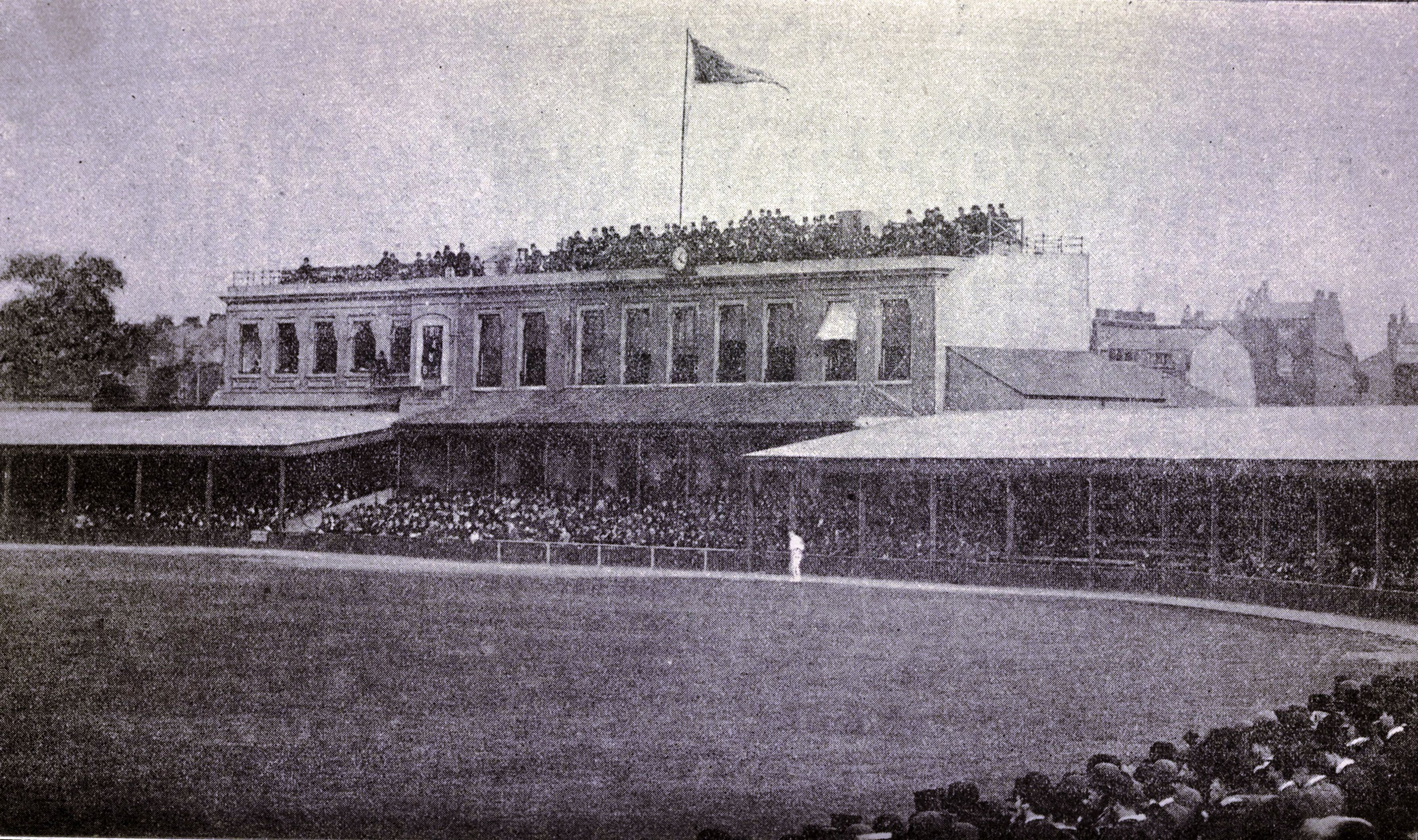
Стадіон у 1891 році
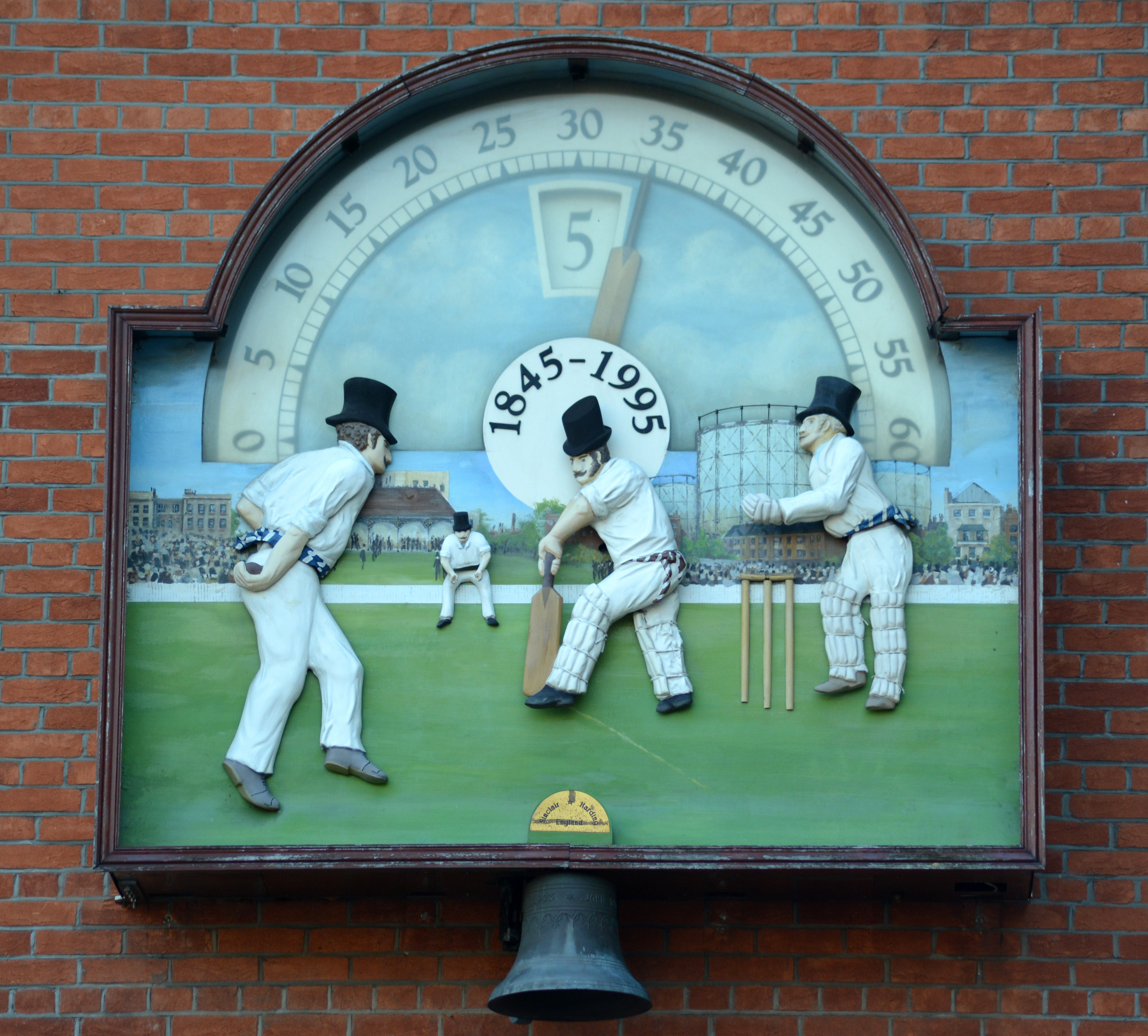
Годинник на стадіоні